# マーヴィン・ウィンフィールド (第8代ポーズコート子爵)
第8代ポーズコート子爵マーヴィン・リチャード・ウィンフィールド（英語: Mervyn Wingfield, 8th Viscount Powerscourt KP MVO、1880年7月16日 – 1947年3月21日）は、アイルランド貴族、政治家。

## 生涯
第7代ポーズコート子爵マーヴィン・ウィンフィールドとジュリア・クック（Julia Coke、1844年12月4日 – 1931年8月7日、第2代レスター伯爵トマス・クックの娘）の息子として、1880年7月16日にブルック・ストリートで生まれ、9月12日にポーズコートで洗礼を受けた。
1901年2月16日に少尉としてアイリッシュ・ガーズに入隊、同年7月3日に中尉に昇進した。翌1902年6月6日、ロイヤル・ヴィクトリア勲章5等級メンバーを授与された。
1903年6月9日、シビル・プレイデル＝ブーヴェリー（Sybil Pleydell-Bouverie、1878年12月13日 – 1946年12月6日、ウォルター・プレイデル＝ブーヴェリーの娘）と結婚、2男1女をもうけた。
- ドリーン・ジュリア（Doreen Julia、1904年3月29日 – 1991年） - 1928年1月10日、フィッツハーバート・ライト（FitzHerbert Wright、ヘンリー・フィッツハーバート・ライトの息子）と結婚、子供あり
- マーヴィン・パトリック（英語版）（1905年 – 1973年） - 第9代ポーズコート子爵
- ブライアン・エドワード（1908年8月12日 – 1925年12月4日）

1904年6月5日に父が死去すると、ポーズコート子爵位を継承した。1910年2月15日にウィックロー統監に任命され、以降1922年にアイルランド自由国が成立するまで務めた。
第一次世界大戦に従軍したほか、1916年4月18日に聖パトリック勲章を授与された。
父と同じく自由統一党を支持し、1916年のイースター蜂起ではアイルランドの上流階級がアイルランドの民族主義者を引き入れられず、民族主義運動の急進化につながったとして批判した。1920年から1922年までの南アイルランド議会では貴族代表として上院議員を務め、1922年のアイルランド自由国成立以降も同国で活躍、1932年12月にはロイヤル・ダブリン・ソサエティ会長に選出された。
1947年3月21日にポーズコートで死去、息子マーヴィン・パトリックが爵位を継承した。